# Třída Jaejama
Třída Jaejama byla třída minolovek Japonských námořních sil sebeobrany (JMSDF). Celkem byly postaveny tři jednotky této třídy.

## Stavba
První postavila japonská loďařská společnost Hitachi Zosen ve svých loděnicích v Kawasaki, později dvě jednotky postavila loděnice NKK v Curumi v Jokohamě.
Jednotky třídy Jaejama:
| Název             | Založení kýlu     | Spuštěna na vodu  | Uvedena do služby | Poznámka                  |
| ----------------- | ----------------- | ----------------- | ----------------- | ------------------------- |
| Jaejama (MSO-301) | 30. srpna 1990    | 29. srpna 1991    | 16. března 1993   | vyřazena 28. června 2016  |
| Cušima (MSO-302)  | 30. července 1990 | 20. září 1991     | 23. března 1993   | vyřazena 1. července 2016 |
| Hačidžó (MSO-303) | 17. května 1991   | 15. prosince 1992 | 24. března 1994   | vyřazena 6. června 2017   |

## Konstrukce

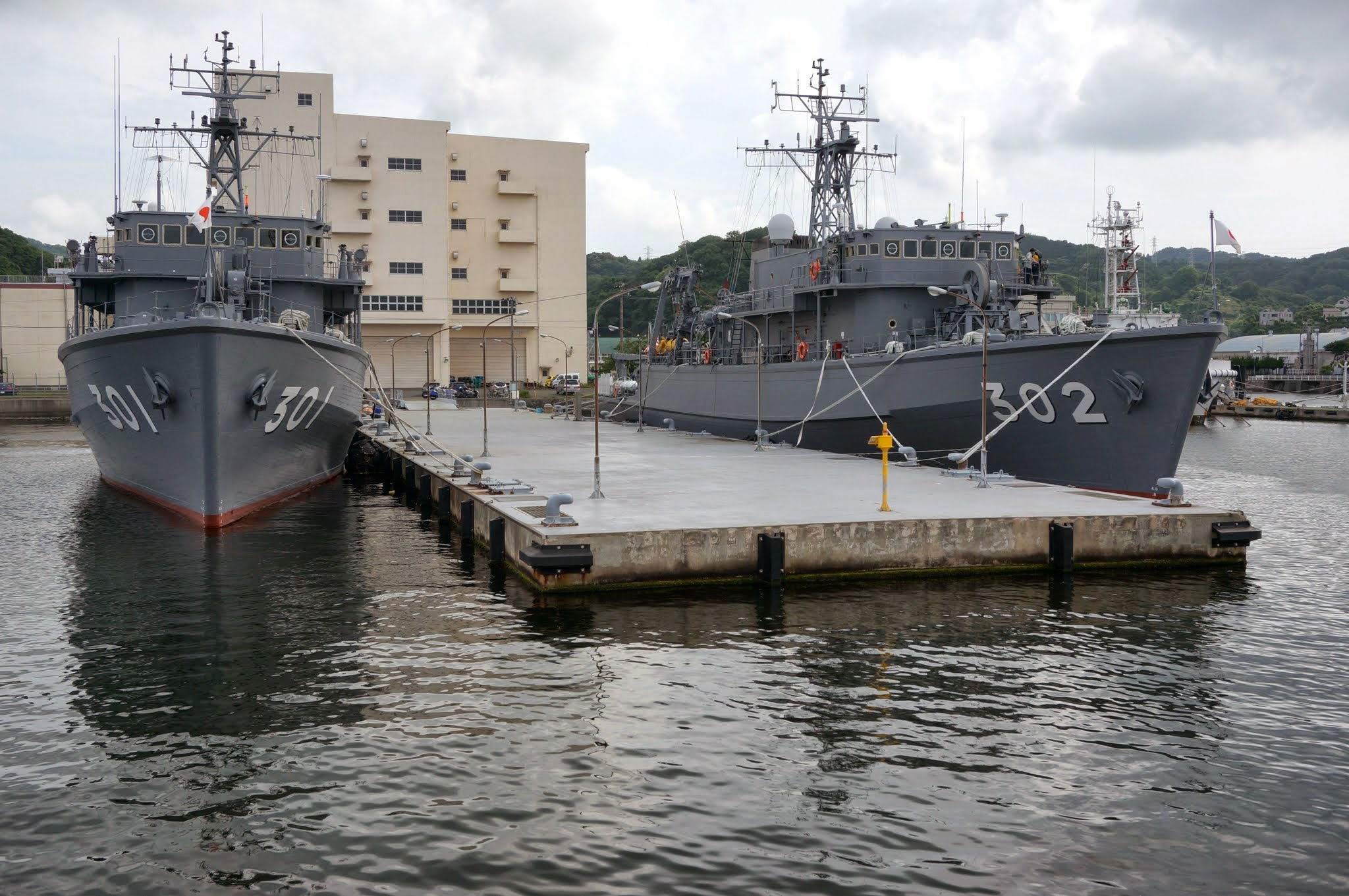
Jaejama (301) a Cušima (302)

Plavidla měla dřevěný trup. Byla vybavena sonarem SQQ-32. K obraně sloužil jeden 20mm kanón JM61-M Vulcan. Pohonný systém tvořily dva diesely Mitsubishi 6NMU-TK, každý o výkonu 1200 bhp, pohánějící dva lodní šrouby. Nejvyšší rychlost dosahuje 14 uzlů.